# Obala
Obala är en ort i Kamerun.   Den ligger i regionen Centrumregionen, i den sydvästra delen av landet, 30 km norr om huvudstaden Yaoundé. Obala ligger 542 meter över havet och antalet invånare är 30 012.
Terrängen runt Obala är huvudsakligen platt, men åt nordväst är den kuperad. Trakten runt Obala är ganska tätbefolkad, med 58 invånare per kvadratkilometer. Det finns inga andra samhällen i närheten. Trakten runt Obala är en mosaik av jordbruksmark och naturlig växtlighet.